# Сен-Клер-дю-Рон
Сен-Клер-дю-Рон (фр. Saint-Clair-du-Rhône) — коммуна во Франции, находится в регионе Рона — Альпы. Департамент коммуны — Изер. Входит в состав кантона Руссийон. Округ коммуны — Вьенн.
Код INSEE коммуны — 38378. Население коммуны на 1999 год составляло 3 605 человек. Населённый пункт находится на высоте от 153  до 307  метров над уровнем моря. Муниципалитет расположен на расстоянии около 430 км юго-восточнее Парижа, 36 км южнее Лиона, 80 км западнее Гренобля. Мэр коммуны — M. Jean Nemoz, мандат действует на протяжении 2008—2014 гг.
Динамика населения (INSEE):

## Города-побратимы
- Маммола, Италия (2010)